# Hrabstwo McDonald (Missouri)
Hrabstwo McDonald (ang. McDonald County) – hrabstwo na południowo-zachodniej granicy stanu Missouri w Stanach Zjednoczonych. Obszar całkowity hrabstwa obejmuje powierzchnię 506,77 mil2 (1 313 km²). Według danych z 2010 r. hrabstwo miało 23 083 mieszkańców. Hrabstwo powstało 3 marca 1849 roku i nosi imię Alexandera McDonalda - sierżanta walczącego w wojnie o niepodległość Stanów Zjednoczonych.

## Sąsiednie hrabstwa
- Hrabstwo Newton (północ)
- Hrabstwo Barry (wschód)
- Hrabstwo Benton (Arkansas) (południe)
- Hrabstwo Delaware (Oklahoma) (zachód)
- Hrabstwo Ottawa (Oklahoma) (północny zachód)

## Miasta
- Anderson
- Goodman
- Lanagan
- Noel
- Pinevillel
- Southwest City

## Wioski
- Ginger Blue
- Jane